# Clarias dayi
Clarias dayi es una especie de pez de la familia Clariidae en el orden de los Siluriformes.

## Morfología
• Los machos pueden llegar alcanzar los 17,5 cm de longitud total.

## Distribución geográfica
Se encuentra en la India: Kerala y Tamil Nadu.